# روبرت نيوتن هاربر
روبرت نيوتن هاربر (بالإنجليزية: Robert Newton Harper)‏ هو صيدلي أمريكي، ولد في 31 يناير 1861 في ليسبورغ في الولايات المتحدة، وتوفي في 23 سبتمبر 1940 في MedStar Georgetown University Hospital ‏ في الولايات المتحدة.